# Tadeusz Kamieński (prawnik)
Tadeusz Michał Kamieński (ur. 8 lipca 1887 w Warszawie, zm. 3 kwietnia 1946 w Słupsku) – polski prawnik, sędzia i adwokat, prezes Sądu Okręgowego w Łodzi i w Warszawie, działacz kulturalny.

## Życiorys
Był synem Michała (urzędnika) i Jadwigi z Jełców. Do szkoły powszechnej i gimnazjum uczęszczał w Radomiu, należąc jako uczeń do organizacji młodzieżowej bliskiej Polskiej Partii Socjalistycznej. Rozpoczął następnie studia na Wydziale Prawnym Cesarskiego Uniwersytetu Warszawskiego, z którego został wydalony po odegraniu wiodącej roli w przygotowaniach do strajku studenckiego. W obawie przed represjami przez kilka lat przebywał na wsi. Studia ukończył ostatecznie na uniwersytecie w Odessie w 1908.
Z dyplomem uczelni z Odessy wyjechał do Łodzi, gdzie został pomocnikiem znanego adwokata Aleksandra Mogilnickiego. Ten ostatni wciągnął go do działalności w miejscowym Towarzystwie Kultury Polskiej, w którym w 1909 Kamieńskiemu powierzono obowiązki sekretarza Oddziału. W lutym tegoż roku Kamieński, obok m.in. Mogilnickiego, był sygnatariuszem odezwy w sprawie utworzenia w Łodzi biblioteki publicznej. Brał udział w pracach nad zainicjowaniem działalności bezpłatnej czytelni i wypożyczalni. W 1916, kiedy Towarzystwo Kultury Polskiej już od trzech lat nie działało wskutek decyzji władz carskich, Kamieński wszedł w skład Komisji Organizacyjnej Towarzystwa Biblioteki Publicznej w Łodzi. Po zatwierdzeniu statutu tego towarzystwa zasiadał w jego Zarządzie Głównym. Efektem tych działań stało się powołanie Biblioteki Publicznej w Łodzi, w 1922 przejętej przez miasto (w okresie PRL nosiła imię Ludwika Waryńskiego).
Niezależnie od działalności społecznej na polu kultury Kamieński rozwijał karierę zawodową. Od 1911 prowadził samodzielnie kancelarię adwokacką. W 1918 został wiceprezesem Sądu Okręgowego w Łodzi, a dwa lata później, w uznaniu zasług położonych przy powojennej reorganizacji sądownictwa okręgu łódzkiego, powołany został na prezesa. Zaangażował się w starania o nowy gmach sądu. Interesował się też losem biblioteki, z racji wysokiego stanowiska występując niekiedy jako protektor samej instytucji i jej pracowników. W 1927 przeszedł na analogiczne stanowisko w Warszawie, gdzie pozostał aż do wybuchu II wojny światowej. Lata wojenne spędził w Rumunii. Po powrocie do kraju mianowany został w sierpniu 1945 wiceprezesem Sądu Okręgowego w Słupsku, gdzie niespełna rok później zmarł. Pochowany na Cmentarzu Starym w Słupsku (sektor 7B-21-8).

## Ordery i odznaczenia
- Krzyż Komandorski Orderu Odrodzenia Polski (2 maja 1923)[3][4]
- Złoty Krzyż Zasługi (9 listopada 1932)[5]